# Byssjaträsket
Byssjaträsket är en sjö i Vindelns kommun i Västerbotten och ingår i Umeälvens huvudavrinningsområde. Sjön har en area på 0,72 kvadratkilometer och ligger 259 meter över havet. Sjön avvattnas av vattendraget Vidbäcken.

## Delavrinningsområde
Byssjaträsket ingår i det delavrinningsområde (713433-165994) som SMHI kallar för Inloppet i Yttre Vidbäcksträsket. Medelhöjden är 278 meter över havet och ytan är 12,43 kvadratkilometer. Det finns inga avrinningsområden uppströms utan avrinningsområdet är högsta punkten. Vidbäcken som avvattnar avrinningsområdet har biflödesordning 2, vilket innebär att vattnet flödar genom totalt 2 vattendrag innan det når havet efter 105 kilometer. Avrinningsområdet består mestadels av skog (78 procent). Avrinningsområdet har 0,78 kvadratkilometer vattenytor vilket ger det en sjöprocent på 6,3 procent.